# Amicia
Amicia es un género de plantas perteneciente a la familia Fabaceae. Comprende 9 especies descritas y de estas, solo 8 aceptadas.

## Taxonomía
El género fue descrito por Carl Sigismund Kunth y publicado en Nova Genera et Species Plantarum (quarto ed.) 6: 511. 1824.
Etimología
Amicia: nombre genérico que fue otorgado en honor al astrónomo italiano, matemático y microscopista Giovanni Battista Amici (1786-1863)

## Especies aceptadas
A continuación se brinda un listado de las especies del género Amicia aceptadas hasta julio de 2014, ordenadas alfabéticamente. Para cada una se indica el nombre binomial seguido del autor, abreviado según las convenciones y usos.	
- Amicia andicola (Griseb.) Harms
- Amicia fimbriata Kuntze
- Amicia glandulosa Kunth
- Amicia lobbiana Benth.
- Amicia medicaginea Griseb.
- Amicia micrantha Harms ex Kuntze
- Amicia parvula Rusby
- Amicia zygomeris DC.